# Wilfried Echterhoff

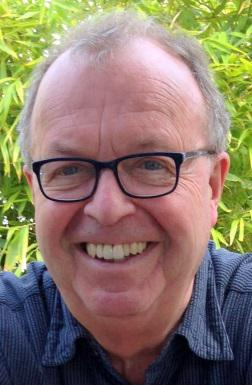
Wilfried Echterhoff

Wilfried Echterhoff (* 20. Juni 1942 in Witten) ist ein deutscher Psychologe und außerplanmäßiger Professor an der Bergischen Universität Wuppertal.

## Leben und Wirken
Echterhoff ist das zweite Kind der Eheleute Friedrich und Ella Echterhoff. Nach einem naturwissenschaftlichen Abitur absolvierte er sein Studium der Psychologie an der Universität zu Köln sowie an der Universität Wien. Nach Abschluss des Studiums als Diplom-Psychologe im Jahr 1967 arbeitete er beim Deutschen Entwicklungsdienst in der Zentrale und als Regionalbeauftragter in West-Kamerun. 1970 übernahm er die Leitung der universitätsnahen Forschungsgruppe für Programmiertes Lernen (FPL) in Köln, in der unter anderem Anfangsversuche des Schulfernsehens evaluiert wurden.
Echterhoff wurde 1972 mit der Dissertation „Methoden zur Messung des Lernerfolgs“ in Köln zum Dr. rer. nat. promoviert. Er war Lehrbeauftragter an der Universität Düsseldorf und der Universität Bochum im Bereich Pädagogische Psychologie. Von 1974 bis 1976 war er Mitglied des Gründungsausschusses der Fernuniversität in Hagen.
1991 habilitierte er sich an der Universität Wuppertal mit dem Thema „Erfahrungsbildung von Verkehrsteilnehmern“ und erhielt die Lehrberechtigung für den Fachbereich Psychologie. Im Jahr 1996 wurde er dort außerplanmäßiger Professor.
Echterhoff war ab 1970 Leiter verschiedener Forschungsgruppen und Forschungsinstitute, von öffentlichen und privaten Forschungs- und Entwicklungsaufträgen sowie Mitglied von Sachverständigengremien und Beratergruppen der Bundesregierung und der Europäischen Kommission.
Echterhoff lehrt heute weiterhin an der Universität Wuppertal und zusätzlich an der Universität Koblenz-Landau (Campus Koblenz). Er initiierte 2013 die deutsch-kenianische Kooperation zwischen der Universität Koblenz-Landau, der University of Nairobi und der United States International University of Africa in Nairobi zum Thema Persönlichkeits- sowie Erlebens- und Handlungsunterschieden zwischen Kulturen auf der Grundlage des Big Five-Persönlichkeitsmodells.
Echterhoff publizierte mehr als 150 wissenschaftliche Abhandlungen.

## Forschungsschwerpunkte und weitere Tätigkeiten
Echterhoffs Tätigkeitsschwerpunkte liegen in der Verhaltensforschung (Verkehr, Gesundheit, Lehren und Lernen), Entwicklungshilfe sowie in der Politikberatung; seine wissenschaftlichen Schwerpunkte im Bereich empirischer Forschung zur Erfahrungsbildung und Verhaltensänderung als Ergebnis der Interaktion von Persönlichkeit und Umfeld.
Echterhoff fertigte seit den 1970er Jahren eine Reihe von Forschungsanträgen für verschiedene Förderstellen zu Bildungs- sowie Mobilitätsforschung und auch zur Grundlagenforschung an. Hinzu kam Auftragsforschung deutscher Bundesministerien oder der Europäischen Union vor allem zur Verbesserung der Teilhabe von behinderten Menschen am Leben.
Ab 1976 übernahm er im neu aufgebauten Bereich Unfallforschung der Bundesanstalt für Straßenwesen die Leitung der Forschungsgebiete Psychologie, Pädagogik und Soziologie. In der Deutschen Gesellschaft für Psychologie war er Mitbegründer der Fachgruppe „Pädagogische Psychologie“.
Von 1987 bis 1988 erarbeitete er in Indonesien im Auftrag der Weltbank u. a. die pädagogischen Konzepte und die Lernmaterialien für die Fahrschulausbildung aller Fahrerlaubnisklassen.
Bis 1994 wurden von ihm unter anderem Forschungsprojekte zu den Themen Verkehrspädagogik für die Sekundarstufe I, Lernen aus Unfällen, Modelllernen, behindertengerechte Gestaltung von Mobilitätssystemen durchgeführt.
Echterhoff gründete 1994 in Köln das Institut für Psychologische Unfallnachsorge (ipu) und später das Institut für Psychologische Gesundheitsförderung (ipg) sowie das Projektbüro Mobilität und Verkehr (PMV). Er entwickelte und erprobte zusammen mit den Kölner Verkehrsbetrieben und der Berufsgenossenschaft der Straßen-, U-Bahnen und Eisenbahnen das Psychologische Unfallmanagement mit der Bezeichnung „Kölner Modell“, das die Grundlage für den Umgang und die Behandlung von Opfern von Extremereignissen in der Arbeitswelt bildete und in dem Psychotherapeutenverfahren der Deutschen Gesetzlichen Unfallversicherung mündete. Hinzu kamen Tätigkeiten in der Leitung der Gesellschaft für Ursachenforschung bei Verkehrsunfällen (GUVU), als Mitglied von Kommissionen der deutschen Bundesregierung (z. B. 3. Altenbericht), zu Mobilitätskonzepten der Europäischen Union sowie Verkehrssicherheitskonzepten der Organisation für wirtschaftliche Zusammenarbeit und Entwicklung und zum Opferschutz des Landes Nordrhein-Westfalen. Echterhoff gehört seit den 1980er Jahren der Gesellschaft zum Studium strukturpolitischer Fragen im Umfeld des deutschen Bundestages an. Zusammen mit anderen Beteiligten erhielt er im Jahr 1998 einen Förderpreis des Bundesministeriums für Bildung und Forschung  ür den Entwurf des Mobilitätsleitprojekts „Rhein-Ruhr-Wupper“.
Seine psychotherapeutische Arbeit begann im Wesentlichen mit der Behandlung von Verkehrsunfallopfern und führte zur Entwicklung und Erprobung der Referentialtherapie auf der fachlichen Grundlage der Kontrollpsychologie (Kontrollüberzeugung). Von der Psychotherapeutenkammer Nordrhein-Westfalen wurde Echterhoff als psychologischer Gutachter in den Bereich Sozialrecht sowie Familienrecht und als Leitender Notfallpsychotherapeut anerkannt.
2002 gründete er den Deutschen Verkehrsexpertentag (VET), 2011 war er Mitbegründer des deutschen Dachverbands Verkehrsunfall-Opferhilfe Deutschland (VOD).

## Privates
Echterhoff hat aus erster Ehe drei Kinder. Seit 1990 war er in zweiter Ehe mit der Diplom-Bibliothekarin Karin Volz († 2010) verheiratet.

## Publikationen (Auswahl)
- Lernzuwachs und Effizienz. 1973.
- Die Funktion des Medienverbundsystems "Ausbildung der Ausbilder" für die Berufsbildung. 1974.
- Lern- und Veränderungsmessung. In: Handbuch der pädagogischen Diagnostik. 1978.
- Begabung. Fernstudienkursus für das erziehungswissenschaftliche Begleitstudium (für 40 Studienstunden). 1978.
- Verkehrserziehung in der Sekundarstufe I. Erarbeitung eines neuen Konzepts zur Integration von Verkehrserziehung in die schulischen Aufgaben. 1979.
- Erfolgskontrolle zur Verhaltensbeeinflussung von Verkehrsteilnehmern. Konzeptionen, Inhalte und Methoden zur Verbesserung von Evaluations- vorhaben auf dem Gebiet pädagogisch angelegter Verkehrssicherheitsarbeit. 1981.
- Eine neue Methodik für Risiko-Vergleiche, dargestellt an zwei Unfallentwicklungen. Vorstellung einer neuen inferenzstatistischen Prüfmöglichkeit auf der Grundlage von Poisson-Verteilungen. In: Wege der Verkehrspsychologie. 1987.
- Verkehrspsychologie: Entwicklung, Themen, Resultate. 1991.
- Mein Kind in der Schule. 1991.
- Weiterbildung im Beruf. 1991.
- Erfolgreicher Berufseinstieg. 1992.
- Erfahrungsbildung von Verkehrsteilnehmern. Verhaltensbeeinflussung und Änderung im Lebensbereich Straßenverkehr. Bergisch Gladbach: Bundesanstalt für Straßenwesen. 1992.
- Wieder Freude am Beruf. Wege aus der Inneren Kündigung. 1994.
- Unternehmen Spedition. Prozessoptimierung durch Kommunikation und innerbetriebliche Services. 2009.
- Somatopsychik: Gesundheit für Körper und Seele – Fachliche Grundlegung und praktische Anleitung aus kontrollpsychologischer Perspektive. 2013.